# Dónde Están los Ladrones?
Dónde están los ladrones? (Română: Unde sunt hoții?; Engleză: Where Are the Thieves?) este al treilea album oficial al cântăreței columbiene Shakira. Acesta a fost vândut în 10 milioane de exemplare în toată lumea, fiind unul dintre cele mai comercializate albume în limba spaniolă din Statele Unite. Două dintre melodiile albumului au trimis-o pe Shakira la Latin Grammy Awards pentru Best Female Pop Vocal Performance și Best Female Rock Vocal Performance. În plus, acesta a fost nominalizat la Grammy în 1999 pentru Best Latin Rock Album.

## Premii
| An                       | Categorie                                                      | Titlu                      | Rezultat    |
| ------------------------ | -------------------------------------------------------------- | -------------------------- | ----------- |
| Premiile Grammy din 1999 | Premiul Grammy pentru Best Latin Rock/Alternative Album        | ¿Donde Están Los Ladrones? | Nominalizat |
| Latin Grammy Awards 2000 | Premiul Latin Grammy pentru Best Female Pop Vocal Performance  | "Ojos Así"                 | Câștigat    |
| Latin Grammy Awards 2000 | Premiul Latin Grammy pentru Best Female Rock Vocal Performance | "Octavo Día"               | Câștigat    |
| Latin Grammy Awards 2000 | Latin Grammy pentru Best Music Video                           | "Ojos Así"                 | Nominalizat |

## Topuri
| Top (1998)                            | Poziție ocupată |
| ------------------------------------- | --------------- |
| Dutch Albums Charts                   | 7               |
| German Albums Chart                   | 79              |
| Swiss Albums Chart                    | 7               |
| U.S. Billboard 200                    | 131             |
| U.S. Billboard Catalog Albums         | 1               |
| U.S. Billboard Hot Heatseekers Albums | 2               |
| U.S. Billboard Top Latin Albums       | 1               |
| U.S. Billboard Top Latin Pop Albums   | 1               |

## Vânzări și certificări
| Top              | Certificare | Vânzări    |
| ---------------- | ----------- | ---------- |
| Argentina        | 6x Platinum | +360,000   |
| America Centrală | 4x Platină  | 80,000     |
| Chile            | 4x Platină  | 125,000    |
| Columbia         | 3x Platină  | 300,000    |
| Mexic            | 2x Platină  | 500,000+   |
| Spania           | Platină     | 150,000    |
| SUA              | Platină     | 1,000,000+ |